# Dasiops neospatiosus
Dasiops neospatiosus är en tvåvingeart som beskrevs av Mcalpine 1964. Dasiops neospatiosus ingår i släktet Dasiops och familjen stjärtflugor. Inga underarter finns listade i Catalogue of Life.